# Glaciar Gough
El glaciar Gough es un glaciar Antártico de aproximadamente 25 millas náuticas (50km) de longitud, que fluye desde las laderas del norte de las montañas Prince Olav y la base de la Cordillera Lillie y tiende hacia el norte hasta la barrera de hielo de Ross, entre las colinas Gabbro y las colinas Bravo. Fue nombrado por el Grupo Sur de la Expedición Geológica de Nueva Zelanda a la Antártida (1963-64) por A.L. Gough, investigador del grupo.

## Curso
El Glaciar Gough es el más grande de los glaciares situados entre el glaciar Liv y el glaciar Shackleton. El glaciar Gough se eleva en las montañas Prince Olav, entre el Monte Smithson y el Monte Hall. El glaciar Harwell desemboca en él por la izquierda (oeste) cerca de su cabecera. Fluye en dirección noroeste hasta el monte Dodge. El glaciar Krout entra por la izquierda antes de llegar al monte Dodge, y el glaciar Holzrichter entra desde la izquierda más allá del monte Dodge. Luego, el glaciar Gough gira hacia el norte y fluye hasta la barrera de hielo de Ross, entre las colinas Gabbro al oeste y las colinas Bravo al este.

## Geología
El área alrededor del glaciar tiene granodioritas tardías y adamellitas porfiríticas. Se han identificado intrusiones pretectónicas en el lado occidental del glaciar Gough, que van desde gabbro hasta adamellita. Se han hallado erráticos glaciales de dolerita y de rocas sedimentarias del Grupo Beacon horneadas por montículos de dolerita en las empinadas alturas de las colinas Bravo, a unos 360 metros (1180 pies) sobre el nivel de la barrera de hielo de Ross. Los afloramientos más cercanos de estas rocas se encuentran en la cabecera del glaciar Gough, que debe haber llevado a los erráticos hasta las colinas Bravo en una época en que el nivel del glaciar era más alto.

## Afluentes

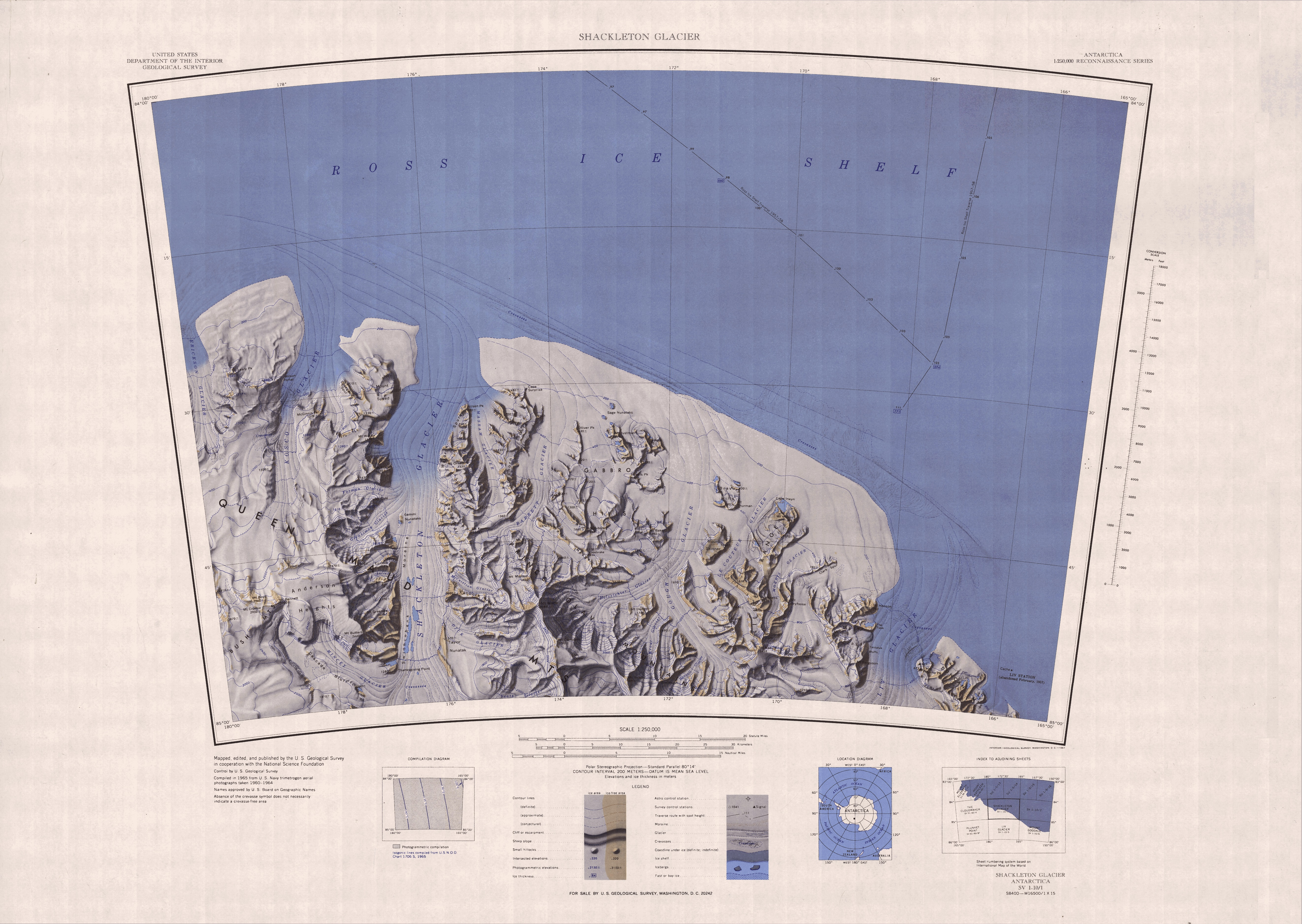
Glaciar Gough, justo al este del centro en el mapa

### Glaciar Harwell
84°57′S 171°29′O / -84.950, -171.483. Glaciar afluente de paredes escarpadas, de 3 millas náuticas (5,6 km) de longitud, que desciende por las laderas septentrionales de las montañas Prince Olav, justo al este del monte Smithson, para desembocar en la parte superior del glaciar Gough. Fue nombrado por el Comité Asesor de Nombres Antárticos de Estados Unidos (US-ACAN) en honor al teniente Thomas W. Harwell, del Cuerpo de Ingenieros Civiles de la Armada de EE. UU. (CEC, USN), quien participó en la Actividad de Apoyo Naval durante la Operación "Deep Freeze" 1964.

### Glaciar Krout
84°53′S 172°12′O / -84.883, -172.200. Glaciar afluente, de 4 millas náuticas (7,4 km; 4,6 mi) de longitud, que drena las laderas del norte de las montañas Prince Olav entre el monte Sellery y el monte Smithson, y desemboca en el glaciar Gough justo al este del monte Dodge. Nombrado por el Comité Asesor de Nombres Antárticos de Estados Unidos (US-ACAN) en honor al operador de maquinaria de primera clase Walter L. Krout, de la Armada de EE. UU., participante en la Operación Deep Freeze de 1964.

### Glaciar Holzrichter
84°50′S 172°30′O / -84.833, -172.500. Glaciar afluente de gran extensión que drena las laderas nororientales de las montañas Prince Olav, entre el monte Wade y el monte Oliver, y desemboca en el glaciar Gough justo al norte del monte Dodge. Fue nombrado por el Comité Asesor de Nombres Antárticos de Estados Unidos (US-ACAN) en honor al capitán Max A. Holzrichter, de la Armada de EE. UU., subcomandante y jefe de Estado Mayor de la Fuerza de Apoyo Naval de EE. UU. en la Antártida, en los años 1964 y 1965.

## Curso
El glaciar Gough es el mayor de los glaciares situados entre el glaciar Liv y el glaciar Shackleton. Se origina en las montañas Prince Olav, entre el monte Smithson y el monte Hall. Desde su cabecera, recibe el aporte del glaciar Harwell por el oeste y fluye en dirección noroeste hacia el monte Dodge. Antes de alcanzar este monte, también recibe el glaciar Krout desde el oeste, mientras que el glaciar Holzrichter se incorpora más allá del monte Dodge. Posteriormente, el glaciar Gough gira hacia el norte y continúa su curso hasta desembocar en la plataforma de hielo Ross, entre las colinas Gabbro al oeste y las colinas Bravo al este.
El glaciar Gough es el mayor de los glaciares situados entre el glaciar Liv y el glaciar Shackleton. Se origina en las montañas Prince Olav, entre el monte Smithson y el monte Hall. Desde su cabecera, recibe el aporte del glaciar Harwell por el oeste y fluye en dirección noroeste hacia el monte Dodge. Antes de alcanzar este monte, también recibe el glaciar Krout desde el oeste, mientras que el glaciar Holzrichter se incorpora más allá del monte Dodge. Posteriormente, el glaciar Gough gira hacia el norte y continúa su curso hasta desembocar en la plataforma de hielo Ross, entre las colinas Gabbro al oeste y las colinas Bravo al este.
El glaciar Gough es el mayor glaciar ubicado entre el glaciar Liv y el glaciar Shackleton, en la Antártida. Se origina en las montañas Prince Olav, entre el monte Smithson y el monte Hall. Cerca de su cabecera, recibe al glaciar Harwell desde el oeste.
El glaciar fluye en dirección noroeste hacia el monte Dodge, donde también confluyen el glaciar Krout, antes de alcanzar dicho monte, y el glaciar Holzrichter, más allá del mismo, ambos desde el oeste. Posteriormente, el glaciar Gough gira hacia el norte y desemboca en la plataforma de hielo Ross, entre las colinas Gabbro (al oeste) y las colinas Bravo (al este)

## Course
El glaciar Gough es el mayor glaciar ubicado entre el glaciar Liv y el glaciar Shackleton, en la Antártida. Se origina en las montañas Prince Olav, entre el monte Smithson y el monte Hall. Cerca de su cabecera, recibe al glaciar Harwell desde el oeste.
El glaciar fluye en dirección noroeste hacia el monte Dodge, donde también confluyen el glaciar Krout, antes de alcanzar dicho monte, y el glaciar Holzrichter, más allá del mismo, ambos desde el oeste. Posteriormente, el glaciar Gough gira hacia el norte y desemboca en la plataforma de hielo Ross, entre las colinas Gabbro (al oeste) y las colinas Bravo (al este)